# Sphagnum cucullatum
Sphagnum cucullatum är en bladmossart som beskrevs av Warnstorf 1898. Sphagnum cucullatum ingår i släktet vitmossor, och familjen Sphagnaceae. Inga underarter finns listade i Catalogue of Life.